# Afrobrianax mirei
Afrobrianax mirei là một loài bọ cánh cứng trong họ Psephenidae. Loài này được Bertrand & Villiers miêu tả khoa học đầu tiên năm 1970.